# Bâtiment de Gustav Frombah
Le bâtiment de Gustav Frombah (en serbe cyrillique : Зграда Густава Фромбаха ; en serbe latin : Zgrada Gustava Frombaha) est situé à Zrenjanin, dans la province de Voïvodine et dans le district du Banat central, en Serbie. Avec l'ensemble du quartier ancien de la ville, il est inscrit sur la liste des entités spatiales historico-culturelles de grande importance de la république de Serbie (identifiant no PKIC 48) et, à ce titre, sur la liste des monuments culturels serbes protégés.

## Présentation
Le bâtiment, situé 27 rue Aleksandra I Karađorđevića, a été construit en 1879-1880 sans doute pour Gustav Frombah, le directeur de la Caisse d'épargne de la ville, par un maître d'œuvre ou un architecte inconnu. Constitué d'un rez-de-chaussée et d'un étage, il est caractéristique du style romantique.
La façade sur rue a conservé ses moulures d'origine ainsi qu'un balcon décoratif en fonte.